# إيريسين
إيريسين (سكر خماسي) هو هرمون يخضع للبحث من قِبل العلماء في كلية الطب بجامعة هارفارد، وهو هرمون يمكنه أن يكرر بعض الآثار الإيجابية لممارسة التمارين.

## فريق البحث
تم إجراء البحث في كلية الطب بجامعة هارفارد بواسطة الدكتور بروس سبيجلمان، وهو عالم أحياء متخصص في الخلايا في معهد دانا-فاربر للسرطان وأستاذ في كلية الطب بجامعة هارفارد. وقد تم ترخيص البحث لشركة إيمبر ثيرابيوتيكس المحدودة (Ember Therapeutics Inc.)، وهي شركة شارك في تأسيسها سبيجلمان 

## آلية العمل
إن ممارسة التمارين تسبب زيادة إفراز PGC-1alpha في العضلة التي تشارك في التهيؤ العضلي لممارسة التمارين. وهذه الزيادة تسبب إنتاج البروتين Fndc5 في الفئران، ثم يتم بعد ذلك شق البروتين Fndc5 لإعطاء منتج جديد، والذي أطلق عليه الباحثون إيريسين، نسبة إلى الإلهة اليونانية إيريس (Iris).

## التأثيرات

### الدهون
أفاد العلماء أن الهرمون يساعد على تحويل «الدهون البيضاء» إلى «الدهون البنية». وعادة ما كانت الدهون البنية توجد فقط في كميات صغيرة لدى البالغين، ولكنها شائعة لدى الرضع والأطفال. وتقوم الدهون البنية بحرق السعرات الحرارية وتحويلها إلى حرارة، وهي عملية تُعرف باسم توليد الحرارة.

### مرض السكري
قام موظفو الدكتور سبيجلمان بحقن بروتين إيريسين في فئران تجارب مصابة بداء ما قبل السكري، وأظهرت الحيوانات تحسنًا في تحمل الجلوكوز عند تغذيتها بنظام غذائي عالي الدهون.

### تمارين فقدان الوزن
بعد 10 أيام من العلاج بحقن إيريسين، فقدت الفئران مقدارًا قليلاً من الوزن.

### الوقاية من الزهايمر
أشار بحث جديد نشرته مجلة نيتشر في 12 فبراير 2019، أن هرمون الإريسين، الذي يطلقه الجسم عند ممارسة الرياضة، قد يحمي ضد فقدان الذاكرة ومرض الزهايمر. لدى الحالات التي تعاني من هذا المرض، تـٌستنفد مستويات الإريسين في الدم، وعند ممارسة الرياضة، يُطلق الإريسين في الجسم نتيجة لاستخدام العضلات، والذي يساعد على تحويل الدهون إلى حرارة وطاقة. هذه الوظيفة المكتشفة حديثاً للهرمون توسع من أهميته المعروفة، وقد تساعد في تفسير بطء تقدم مرض الألزايمر عند تغيير نمط الحياة وممارسة الكثير من الأنشطة البدنية، مثل التمرينات الرياضية.

## وصلات خارجية
- Research Study published in Nature